# World Misanthropy EP
World Misanthropy är en EP av det norska black metal-bandet Dimmu Borgir. Tidiga utgåvor släpptes som bonus med den begränsade utgåvan av World Misanthropy DVD, samt som en 12" vinylskiva i 2000 exemplar.

## Låtlista
1. "Masses for the New Messiah" – 5:11
2. "Devil's Path 2000" – 6:05
3. "Blessings Upon the Throne of Tyranny" (live) – 5:22
4. "Kings of the Carnival Creation" (live) – 7:57
5. "Puritania" (live) – 3:06
6. "IndoctriNation" (live) – 6:10

- Spår 1 är ett bonusspår från Japan-utgåvan av Spiritual Black Dimensions.
- Spår 2 är ett bonusspår från Japan-utgåvan av Puritanical Euphoric Misanthropia.
- Spår 3 – 6 är live-inspelningar från Wacken 2001.

## Medverkande
Musiker (Dimmu Borgir-medlemmar)
- Shagrath (Stian Tomt Thoresen) – sång
- Silenoz (Sven Atle Kopperud) – rytmgitarr
- Galder (Thomas Rune Andersen Orre) – sologitarr
- Nicholas Barker – trummor, percussion
- ICS Vortex (Simen Hestnæs) – basgitarr, sång
- Mustis (Øyvind Johan Mustaparta) – synthesizer, piano

Bidragande musiker
- Andy LaRocque (Anders Allhage) – sologitarr (spår 2)

Produktion
- Dimmu Borgir – producent
- Fredrik Nordström – ljudmix (live-spåren)
- Joachim Luetke – omslagsdesign